# Pichia kudriavzevii
Pichia kudriavzevii (Synonym Candida krusei, Issatchenkia orientalis) ist ein diploider Hefepilz, der ubiquitär verbreitet ist und in Wein, Bier, Konfitüre, Fleisch, Joghurt, Obstsäften und Zucker, aber auch im Boden und im Abwasser gefunden wurde (Do Carmo-Sousa, 1969). Er ist als Erreger von Candidosen und Candidämien (systemischer Befall innerer Organe über die Blutbahn) bekannt und wird auch vereinzelt industriell verwendet. Durch C. krusei verursachte Candidämien, Endophthalmitis (McQuillen, 1992), Endokarditis (Rubinstein, 1975) und Arthritis (Ngyuen und Penn, 1987) treten vor allem bei immunsupprimierten Patienten wie Krebs- und AIDS-Patienten, Transplantat-Empfängern sowie Diabetikern, Drogensüchtigen und Patienten mit hämatologischen Malignomen auf. C. krusei. kann bei immunkompetenten Personen Windeldermatitiden, Haut- und Nagelmykosen, Vaginalsoor (Singh u. a., 2002) und Infektionen der Mundhöhle bei Gebissträgern (Holmstrup, 1999) auslösen. 2018 wurde die industriell verwendete Species Pichia kudriavzevii als identisch mit Candida krusei (syn. C. glycerinogenes und Issatchenkia orientalis) festgestellt. Die Taxonomie des NCBI führt die Spezies aber auch weiter noch unter der Bezeichnung Pichia kudriavzevii (Stand 26. September 2024).

## Merkmale
Die Hefezellen sind ellipsoid bis zylindrisch und 4–5 × 2–5 µm groß. Auf Sabouraud-Agar bilden sich bei 37 °C cremefarbene, raue Kolonien mit einem Pseudomycel.

## Industrielle Anwendung
Kakaobohnen müssen bei der Schokoladenproduktion, zwecks Beseitigung des bitteren Geschmacks und um bestimmte Inhaltsstoffe aufzuschließen, fermentiert werden. Dieses findet mit zwei Pilzen statt, C. krusei und Geotrichum candidum, die meistens bereits auf den Samen anwesend sind. Die Hefezellen produzieren Enzyme, die das Fruchtfleisch der Kakaofrucht (die Pulpe) zersetzen. Dabei wird Essigsäure gebildet, wobei sich ein Schokoladenaroma entwickelt und die Bitterkeit in den Bohnen beseitigt wird.
C. krusei eignet sich ebenfalls zur Verbesserung der Reifung von Harzer Käse, zur Entsäuerung von Sauermilchkäse und zur Unterstützung der Produktion von Bäckerhefe. C. krusei produziert Ethanol ohne Erzeugung von Bernsteinsäure, ein Vorteil bei der Gewinnung von Ethanol.
Seine thermische Toleranz weist auf weitere Verwendbarkeit bei industriellen Anwendungen hin.

## Diagnose
Zum Nachweis von C. krusei bieten sich mehrere Methoden an:
- Nachweis aus Abstrichen und deren mikroskopische Untersuchung[22]
- Nachweis aus Sputum
- Blutuntersuchung per Antikörper[23] bzw. der Leukozyten
- Kultur auf Sabouraud-Agar: weiße bis cremefarbene Kolonie mit faltigen Verwerfungen, unregelmäßige Kolonieränder, zusätzlich ein Pilz-Antibiogramm
- Antigen-Test, der bei systemischer Infektion keine Aussage hat
- Feine Längsstreifen im Fingernagel bei Nagelmykose
- Polymerase-Kettenreaktion (PCR)[24]

## Gentechnik
Die typische Pilz-Enolase-Gen codierende Sequenz ist 1.300 bp lang und codiert für ein 440 Aminosäuren umfassendes Polypeptid. Unter Ausschluss der Primersequenzen enthielt das amplifizierte PCR-Produkt 1264 bp der C. krusei Enolase Gen-Sequenz, von der eine 353 Aminosäuresequenz abgeleitet wurde. Dies entspricht 92 % der gesamten C. krusei Gen-Sequenz. Das C. krusei Enolase-Gen ist durch Introns unterbrochen. Eine derartige Unterbrechung des Enolase-Gens durch ein Intron wurde erstmals in Neocallimastix frontalis erwähnt.

## Behandlung
C. krusei weist eine höhere Resistenz gegen Fluconazol und Itraconazol als andere Candida-Arten auf.
Er wird sehr oft bei Patienten gefunden, die bereits mit Fluconazol therapiert wurden, was die Diskussion einer prophylaktischen Verwendung von Fluconazol entfachte.
C. krusei ist aber empfindlich gegen Voriconazol, Amphotericin B, Miconazol und Pilzmittel wie die Echinocandine Micafungin, Caspofungin und Anidulafungin
 sowie das Polyen Nystatin. In der Zahnmedizin ist nach neusten Forschungen Chitosan wirksam.
Die Sterblichkeitsrate bei C. krusei ist sehr viel höher als bei Candida albicans.
Weitere Candida-Arten dieser Kategorie sind: Candida parapsilosis, Candida glabrata, Candida tropicalis, Candida guillermondii und Candida rugosa.